# Trogoderma cavum
Trogoderma cavum is een keversoort uit de familie spektorren (Dermestidae). De wetenschappelijke naam van de soort werd in 1982 gepubliceerd door Beal.